# Shawnee Township (comté de Cap Girardeau, Missouri)
Pour les articles homonymes, voir Shawnee Township.
Shawnee Township est un township du comté de Cap Girardeau dans le Missouri, aux États-Unis,. En 2000, sa population s'élève à 3 460 habitants. Le township est fondé en 1848 et baptisé en référence au peuple des Shawnees.

## Source de la traduction
- (en) Cet article est partiellement ou en totalité issu de l’article de Wikipédia en anglais intitulé « Shawnee Township, Cape Girardeau County, Missouri » (voir la liste des auteurs).